# NGC 1931
NGC 1931 (другие обозначения — OCL 441, LBN 810) — рассеянное скопление с эмиссионной туманностью в созвездии Возничий. Входит в число объектов глубокого космоса, перечисленных в оригинальной редакции Нового общего каталога.
Расстояние до объекта составляет приблизительно 2,3 килопарсек. Северная область скопления, вероятно, ионизирована излучением от двух звёзд главной последовательности спектрального класса B2.